# McDonnell Douglas A-4G Skyhawk
De McDonnell Douglas A-4G Skyhawk was een variant van de Douglas A-4 Skyhawk aanvalsjager die werd ontwikkeld voor de Koninklijke Australische marine  (RAN). Het model was gebaseerd op de A-4F variant van de Skyhawk en was uitgevoerd met iets andere avionica en de capaciteit om de AIM-9 Sidewinder te gebruiken. De RAN ontving tien A-4Gs in 1967 en nog eens tien in 1971. De toestellen werden gebruikt van 1967 tot 1984. Van de twintig toestellen zijn er tien verongelukt/vernietigd. De resterende tien zijn in 1984 verkocht aan de Koninklijke Nieuw-Zeelandse luchtmacht, die ze tussen 1986 en 1991 ombouwde naar A-4K's. Twee hiervan zijn verongelukt in 2001. De overige acht werden buiten gebruik gesteld in 2001 en zes hiervan werden in 2012 verkocht aan Draken International waar ze worden gebruikt voor militaire training van de Verenigde Staten.